# Richard Landes
Richard A. Landes es un historiador estadounidense especializado en historia medieval y en milenarismo.
Actualmente trabaja como profesor asociado en el Departamento de Historia de la Universidad de Boston. Landes es cofundador y director del Center for Millennial Studies, un instituto académico de la Universidad que se ocupa de estudiar los movimientos milenaristas y apocalípticos a través de la historia y en la actualidad.
En septiembre de 2005, Landes lanzó el sitio web seconddraft.org para llamar la atención sobre lo que considera un generalizado sesgo propalestino y antiisraelí y una falta de rigor en el tratamiento de las fuentes por parte de los medios de comunicación occidentales que se ocupan del conflicto de Oriente Medio. Como resultado, ha producido y dirigido dos documentales que han tenido notable eco: Pallywood y Al Durah. El nacimiento de un icono.

## Obras
- Relics, Apocalypse, and the Deceits of History: Adémar de Chabannes  (989-1034) (Cambridge MA: Harvard University Press, 1995)[1]
- The Peace of God: Social Violence and Religious Response in France around the Year 1000, ed. Thomas Head and Richard Landes (Ithaca: Cornell University Press, 1992)
- Naissance d'Apôtre: Les origines de la Vita prolixior de Saint Martial de Limoges au XIe siècle (Turnhout: Brepols, 1991) with K. Paupert, trans. of the Vita prolixior.